# 島津貴久
島津貴久（1514年5月28日—1571年7月15日），是日本戰國時代的武將、薩摩的守護大名、戰國大名。島津宗家的第十五代家督。島津義久、島津義弘、島津歲久及島津家久的父親。

## 略歷
貴久是島津宗家第九代家督島津忠國的玄孫，被譽為『島津家的中興之祖』的島津忠良的嫡子、島津宗家第十四代家督．勝久的養子。他被稱為『島津家的英主』，擔任薩摩、大隅、日向等三國的守護職。
正室是肝付兼興的女兒、正室死後迎娶入來院重聰的女兒為繼室，已知的唯一側室是肱岡氏（島津家久的生母）。

## 生涯

### 繼任家督
永正11年陰曆5月5日(1514年5月28日)，貴久在田布施龜城出生，為薩摩島津氏分家－伊作家、相州家的當主島津忠良的嫡長子。幼名虎壽丸、其後別名又三郎、三郎左衛門尉。島津氏一門、分家、國人眾在那時候紛紛自立，而且宗家的第十二代家督島津忠治、第十三代家督島津忠隆早逝，即位的勝久年紀尚輕，大幅削弱宗家的實力。
勝久因此將島津宗家拜託給伊作家的當主忠良。大永6年（1526年），貴久作為勝久的養子繼承了島津氏宗家。大永7年（1527年），勝久在忠良的本來領土伊作隱居，貴久則進入清水城。

### 統一薩摩
貴久繼任宗家家督後，引起統治加世田及出水、薩州家的當主島津實久的不滿。實久聯合加治木的伊集院重貞及帖佐的島津昌久發動叛亂。在忠良討伐叛軍期間，實久方調動北薩摩的士兵攻打伊集院城、又調動加治木、川邊和南薩摩的士兵攻打谷山城，兩座城都被攻陷，隱居的勝久又表示希望復任守護職，貴久在鹿兒島受到攻擊時堅決拒絕勝久方交還守護職位置的要求，趁夜與園田實明逃出城外，退守龜城。
天文2年（1533年），貴久擊敗日置郡南鄉城的實久軍，是次戰事不僅是貴久的初陣，更是忠良及貴久父子反擊的開始。天文5年（1536年），忠良、貴久父子奪回伊集院城。天文6年（1537年），攻陷鹿兒島。從天文7年（1538年）起，用上一年的時間攻陷南薩摩以及實久方的最大據點－加世田城，其後忠良及貴久在紫原擊敗實久，平定薩摩半島，名至實歸地成為薩摩國的守護職。天文19年（1550年），貴久從伊集院城移居至鹿兒島，築起內城以作為島津家的本城。

### 大隅合戰
大隅國內從古就有許多國人眾，不受守護職的支配，亦因此成為島津氏擴大領土的最大障礙。天文23年（1554年），降服於島津氏的加治木城城主－肝付兼盛受到蒲生範清、祁答院良重、入來院重朝、菱刈重豐的攻擊。貴久為了救援加治木，率領島津一族攻打祁答院氏的岩劍城，解除了加治木城被圍的危機。蒲生範清和祁答院一族調遣2000人救援岩劍城。島津軍擊敗蒲生軍，斬下祁答院重經、西俁盛家等50人的首級。
貴久其後繼續大隅國的攻略。弘治元年（1555年），攻打帖佐平佐城；翌年攻打松坂城。蒲生氏在接連失去支城的壓力下，放火燒燬本城的蒲生龍城，逃到祁答院氏。貴久因此成功佔據及支配西大隅，方便島津氏日後繼續擴大領土。

### 晚年
永祿9年（1566年）、他出家並將家督之位讓與長子島津義久、自號伯囿並隱居。
元龜2年（1571年）、他在島津氏與大隅的豪族肝付氏交戰期間病逝。享年五十七歲。

## 人物
貴久一生的志願就是恢復島津氏作為守護職的原有舊領地（薩摩、大隅和日向國）、他的遺志在他的兒子們那一代達成。長子島津義久於他去世翌年在木崎原擊敗日向的伊東氏，再翌年降服肝付氏。島津家確立了三州太守的地位，為日後島津氏稱霸九州打下基礎。和大友及龍造寺並稱三足鼎立。因此貴久與其父忠良並稱為島津氏的「中興之祖」。
島津家在室町時代開始就與明朝和琉球從事交易，貴久與琉球的尚元王保持良好的關係，並從葡萄牙的商船引入鐵炮及洋馬，振興薩摩國內的產業。貴久又親筆寫信予印度的總督，建立了積極的外交政策。另外，他將種子島氏貢獻的火繩槍應用於實戰上。天文18年（1549年），他允許了來到日本的傳教士沙勿略在他的領土內傳播基督教。不過，受到信仰佛教的寺院及國人眾的激烈反對，他只得禁止傳教活動。
根據目前的史料記載，首位在實戰中使用鐵炮的戰國大名很可能是貴久，他在對戰入來院氏的時候就使用鐵炮。